# Rudolf-Harbig-Stadion
Rudolf-Harbig-Stadion är en arena för fotboll och friidrott belägen i Dresden i Tyskland.
Hemmaplan för klassiska Dynamo Dresden. Stadion byggdes ursprungligen 1923, och genomgick en omfattande ombyggnation 1969. År 2007 påbörjades en ny total ombyggnad av stadion, och den 15 september 2009 invigdes den nuvarande stadion. Ombyggnaden innebär bland annat att publikkapaciteten har ökats betydligt, till 32 085 platser (27 190 vid endast sittplatser).
Stadion har fått sitt namn efter Rudolf Harbig, som var en tysk friidrottare under 1930-talet med bland annat världsrekord på 400 m, 800 m och 1 000 m.

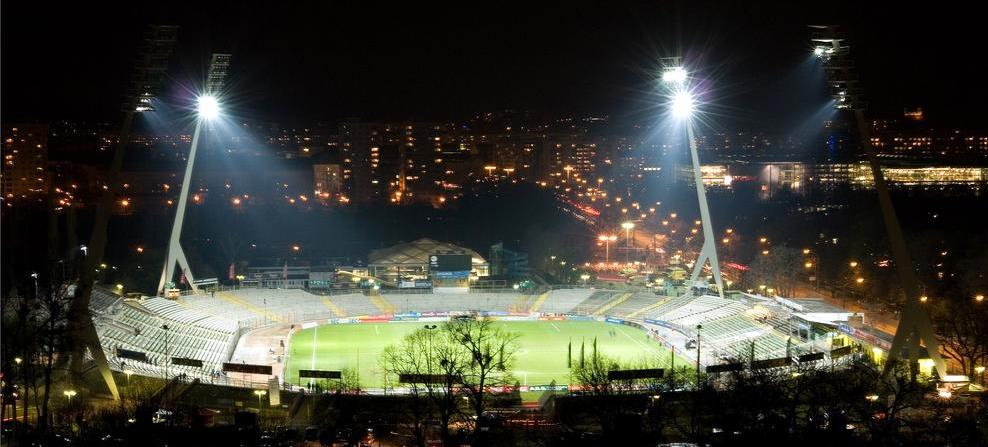
Den tidigare stadion (2006).
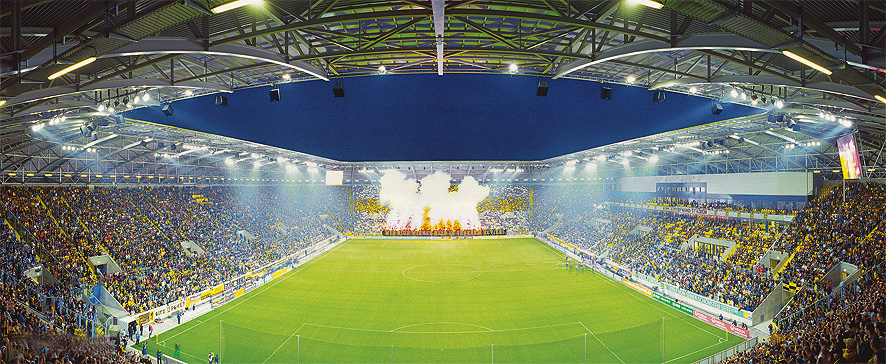
Den nya stadion (2009).